# رود مکنزی
رود مکنزی (به انگلیسی: Mackenzie River) رودی در شمال غربی کاناداست که از دریاچه گریت اسلیو در جنوب نورت‌وست تریتوریز سرچشمه گرفته و پس از جریان یافتن در مسیری عمدتاً شمال-شمال غربی به دلتایی وسیع در خلیج مکنزی در دریای بوفورت در اقیانوس منجمد شمالی می‌ریزد. الکساندر مکنزی، کاشف اسکاتلندی، نخستین کسی بود که این رودخانه را در سال ۱۷۸۹ کشف و کاوش نمود و این رودخانه به افتخار او چنین نامگذاری‌شده‌است.

## مشخصات
رود مکنزی بزرگترین سیستم رودخانه‌ای را در شمال غربی آمریکای شمالی تشکیل می‌دهد حوضهٔ آبخیز این رودخانه با مساحتی پیرامون ۱٬۸۰۵٬۲۰۰ کیلومتر مربع (تقریباً به بزرگی مکزیک) بزرگترین حوضهٔ آبخیز در کانادا و دومین پس از سیستم می‌سی‌سی‌پی-میسوری در آمریکای شمالی است. این سیستم آبی به‌طور کلی ۴٬۲۴۱ کیلومتر درازا دارد و طول خود رود مکنزی به‌تنهایی به ۱٬۶۵۰ کیلومتر می‌رسد. این رود همچنین به‌نسبت عریض بوده و بین ۱٬۶ تا ۳٬۲ کیلومتر در طول مسیر و بین ۴٬۸ تا ۶٬۴ در بخش‌های جزیره‌دار رودخانه پهنا دارد.
چندین رود بزرگ با حوضه‌های آبخیز وسیع از جمله رودهای لایرد، پیس و آتاباسکا در این سیستم جریان دارند و دیگر سرچشمه‌های مکنزی را تشکیل می‌دهند. همچنین دریاچه‌های بزرگ گریت اسلیو و گریت بر و دریاچهٔ کوچک آتاباسکا در حوضهٔ آبخیز مکنزی قرار دارند. دلتای مثلثی‌شکل رود مکنزی که توسط دریاچه‌ای پوشیده شده‌است از شمال تا جنوب بیش از ۱۹۰ کیلومتر طول داشته و پهنای آن در امتداد کرانه‌های اقیانوس منجمد شمال در حدود ۸۰ کیلومتر است.
کل این منطقه دارای زمستان‌هایی سخت است، بااین‌وجود این منطقه یکی از معدود نواحی بزرگ دست‌نخوردهٔ دنیاست که دارای حیاتی وحش متنوع و چشم‌اندازی دیدنی می‌باشد.